# アルティガス県
アルティガス県（アルティガスけん、西: Departamento de Artigas）は、ウルグアイの北端に位置する県。面積1万1928平方キロメートル、人口7万3378人。県都はアルティガス。
県名は独立戦争中、ウルグアイ川東岸（バンダ・オリエンタル）に住む人々を束ねたホセ・ヘルバシオ・アルティーガス（1764年 - 1850年）に由来する。

## 地理
北と東でブラジルと、西でアルゼンチンと、南でサルト県と、南東でリベラ県とそれぞれ隣接する。ブラジルとの国境の一部には係争もあるが、ラテンアメリカ諸国の多くの領土問題とは異なり、近年の両国の友好関係には影響を及ぼしていない。
中部と東部は玄武岩のケスタ地形で、クアライ川河岸に堆積平野が広がっている。ベレン山地などの山地もいくつか見られる。西部は沖積平野となっている。
年平均気温は19℃以上と国内で最も高い。年間降水量は1400mm。

## 歴史
県は法の制定に伴い、1884年10月1日に設立された。ウルグアイ史上特筆すべき出来事であるマソリェルの戦いは、アルティガス県とサルト県の県境に位置し、ブラジル国境にも近いマソリェルで起こった。

## 経済

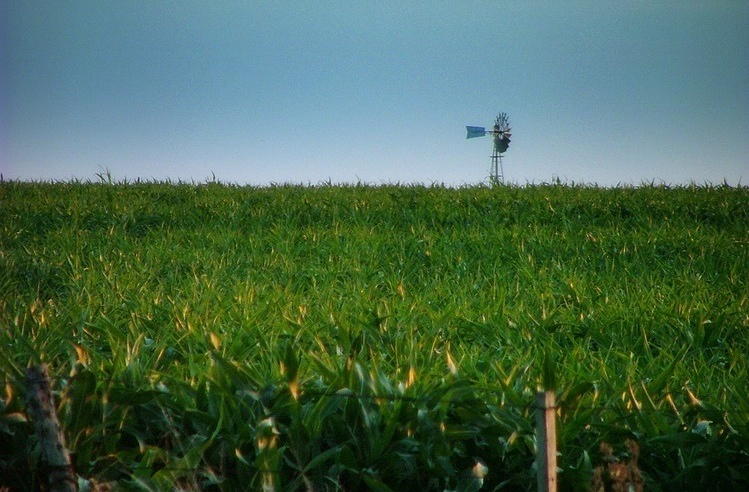
ベリャ・ウニオンの農園

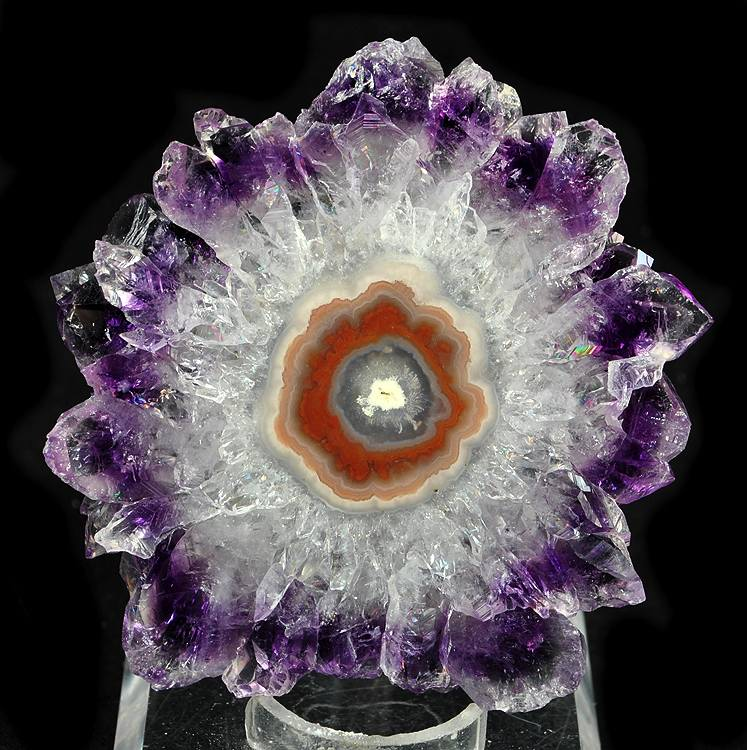
県内の鍾乳洞から産出されたアメジストの断面

アルティガス県では特殊な気候条件を生かし、ベリャ・ウニオン市を中心とした穀倉地帯が形成されており、青果、サトウキビ、コメなどが栽培されている。その他の地域では畜産が基幹産業となっている。宝石も産出されるため、アルティガス市近郊では宝石加工業も盛ん。
アルティガス県はウルグアイで最も平均所得の低い県である。

## 人口動静
2011年の国勢調査によると、アルティガス県の人口は7万3378人、世帯数は2万6231世帯である。
下記の諸指標は、2010年時点のデータに基づく。
- 人口増加率 - 0.006%
- 出生率 - 人口1000人あたり15.48人
- 死亡率 - 人口1000人あたり7.05人
- 平均年齢 - 28.2歳（男性27.2歳、女性29.2歳）
- 平均寿命

平均 - 75.43歳
男性 - 72.03歳
女性 - 79.35歳
- 一世帯あたりの平均所得 - ひと月1万9273ペソ
- 都市部のひとりあたり平均所得 - ひと月6994ペソ

### 主な都市
| 都市名             | 原語表記        | 人口（2011年） |
| ------------------ | --------------- | -------------- |
| アルティガス       | Artigas         | 4万658人       |
| バルタサル・ブルム | Baltasar Brum   | 2531人         |
| ベリャ・ウニオン   | Bella Unión     | 1万2200人      |
| ラス・ピエドラス   | Las Piedras     | 2771人         |
| ピンタディト       | Pintadito       | 1642人         |
| セケイラ           | Sequeira        | 1149人         |
| トマス・ゴメンソロ | Tomás Gomensoro | 2659人         |

### その他の町村
| - アリェンデ（Allende） - ベルナデ・リベラ（Bernabe Rivera） - ブリガディエール・ヘネラル・ディエゴ・ラマス（Brigadier General Diego Lamas） - カマノ（Camano） - カンパメント（Campamento） - クアロ（Cuaro） - ファグンデス（Fagundez） - ハビエル・デ・ビアナ（Javier de Viana） - ラ・ボルサ（La Bolsa） - パゲロ（Paguero） - パルマ（Palma） | - パルマ・ソラ（Palma Sola） - パソ・デル・レオン（Paso del Leon） - ピエドラ・ピンタダ（Piedra Pintada） - ピンタド・グランデ（Pintado Grande） - サン・グレゴリオ（San Gregorio） - サランディ・デ・クアロ（Sarandi de Cuaro） - タマンドゥア（Tamandua） - タルマン（Taruman） - トパドル（Topador） - トレス・セロス（Tres Cerros） - ヤコト（Yacot） |